# Маруся (журнал)
«Мару́ся» — первый российский журнал для девочек «среднего и старшего школьного возраста», выходящий с 1994 года.
Один из современных журналов для подростков, которые «характеризует нормативная стилистика, бережное отношение к родному языку, более широкое тематическое поле, высокий статус интеллектуальности, широкого кругозора, образования, профессионального становления, большое число положительных упоминаний школы. В роли героев для подражания в этих изданиях (особенно в журнале „Маруся“) часто выступают обычные подростки, а не „звезды“».

## История
Концепция журнала была создана Эвелиной Хромченко. Нравственное и эстетическое воспитание журнал «реализует в шести разделах: „Мода“, „Зеркало“, „Стиль“, „Чувства“, „Шоу“, „Дом“». Различные рубрики этих разделов рассказывают о красоте, здоровье, новинках косметики, жизни знаменитостей, путешествиях, профессиях.
Одной из главных тем журнала «является любовь. Разговор о любви ведётся в разных рубриках в форме писем в редакцию, дневников, советов, тестов и т. д.»: «истории, описанные в статьях, поэтизируют первое чувство, помогают советами девушкам, оказавшимся в ситуации неразделенной любви или обманутым в своих романтических ожиданиях». Также в «Марусе» можно найти мастер-классы, интервью, тесты, гороскопы.
В каждом номере на обложке журнала — его читательницы, победительницы конкурса «Девочка с обложки».
Журнал был награждён Знаком отличия «Золотой фонд прессы» по итогам XIII Международной профессиональной выставки «Пресса-2006» и XV Юбилейной международной профессиональной выставки «Пресса-2008».